# Fuentespina
Fuentespina è un comune spagnolo di 784 abitanti situato nella comunità autonoma di Castiglia e León.